# Pobrđe (Raška)
Pour les articles homonymes, voir Pobrđe.
Pobrđe (en serbe cyrillique : Побрђе) est un village de Serbie situé dans la municipalité de Raška, district de Raška. Au recensement de 2011, il comptait 427 habitants.

## Démographie

### Évolution historique de la population
| 1948 | 1953 | 1961 | 1971 | 1981 | 1991 | 2002 | 2011 |
| ---- | ---- | ---- | ---- | ---- | ---- | ---- | ---- |
| 628  | 584  | 832  | 716  | 696  | 983  | 972  | 427  |

|  |